# Pavol Rusko
Pavol Rusko (ur. 20 sierpnia 1963 w Liptowskim Gródku) – słowacki dziennikarz, przedsiębiorca mediowy i polityk, w latach 2002–2007 przewodniczący Sojuszu Nowego Obywatela, wicepremier i minister gospodarki Słowacji (2003–2005).

## Życiorys
W latach 1981–1987 studiował dziennikarstwo na Uniwersytecie Komeńskiego w Bratysławie. W 1985 rozpoczął pracę w Telewizji Słowackiej (Slovenská televízia) jako redaktor sportowy, był także dyrektorem licznych jednostek w ramach przedsiębiorstwa oraz jego wiceprezesem. W 1995 założył prywatną telewizję Markíza, której był współwłaścicielem i dyrektorem. W 2001 stanął na czele nowego ugrupowania politycznego pod nazwą Sojusz Nowego Obywatela (ANO). W 2002 uzyskał mandat posła do Rady Narodowej z ramienia ANO, był wiceprzewodniczącym izby (2002–2003), a następnie wicepremierem i ministrem gospodarki w rządzie Mikuláša Dzurindy. W 2006 nie uzyskał mandatu poselskiego, a w 2007 przestał być przewodniczącym ANO.